# Schamil Salmanowitsch Bassajew

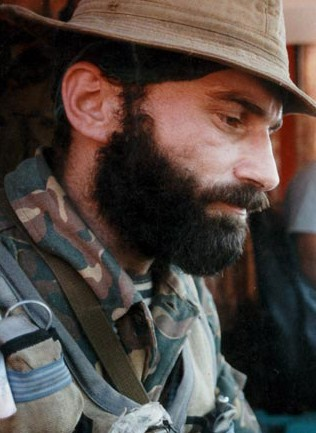
Bassajew im Jahr 1995

Schamil Salmanowitsch Bassajew (tschetschenisch Salman Voj Şamil; russisch Шамиль Салманович Басаев; * 14. Januar 1965 in Dyschne-Wedeno, Tschetscheno-Inguschetien, Russische Sozialistische Föderative Sowjetrepublik, Sowjetunion; † 10. Juli 2006 bei Ekaschewo, Inguschetien, Russland) war ein tschetschenischer islamistischer Warlord und Rebellenführer, der für zahlreiche Anschläge und bewaffnete Überfälle auf Russland verantwortlich war. Bis zu seinem Tod galt Bassajew als der meistgesuchte Mann Russlands.

## Biografie

### Frühe Aktivitäten
Bassajews Großvater hatte nach der Oktoberrevolution für die Errichtung eines unabhängigen Kaukasus-Emirats gekämpft. Nach seinem Schulabschluss 1982 leistete Bassajew seinen Grundwehrdienst in der sowjetischen Luftwaffe. Später arbeitete er auf der Aksaiski-Sowchose im Gebiet Wolgograd. Anschließend ging er nach Moskau, wo er sich an der dortigen Lomonossow-Universität vergeblich um ein Jurastudium bewarb. Im Jahr 1987 nahm er dann ein Agraringenieursstudium auf, das er jedoch 1988 wegen schlechter Noten abbrechen musste. Bassajew beschloss daraufhin, noch für einige Zeit in Moskau zu bleiben und arbeitete dort zeitweise als Fahrkartenkontrolleur, Türsteher und schließlich bis August 1991 in einem Computergeschäft, das von einem ebenfalls in Moskau lebenden Tschetschenen betrieben wurde.
Während des Augustputsches in Moskau gegen Michail Gorbatschow gehörte er 1991, mit einigen Handgranaten bewaffnet, zu den Verteidigern des Weißen Hauses, in dem sich Boris Jelzin verschanzt hatte. In Moskau erlebte Bassajew dann auch den Zerfall der Sowjetunion.

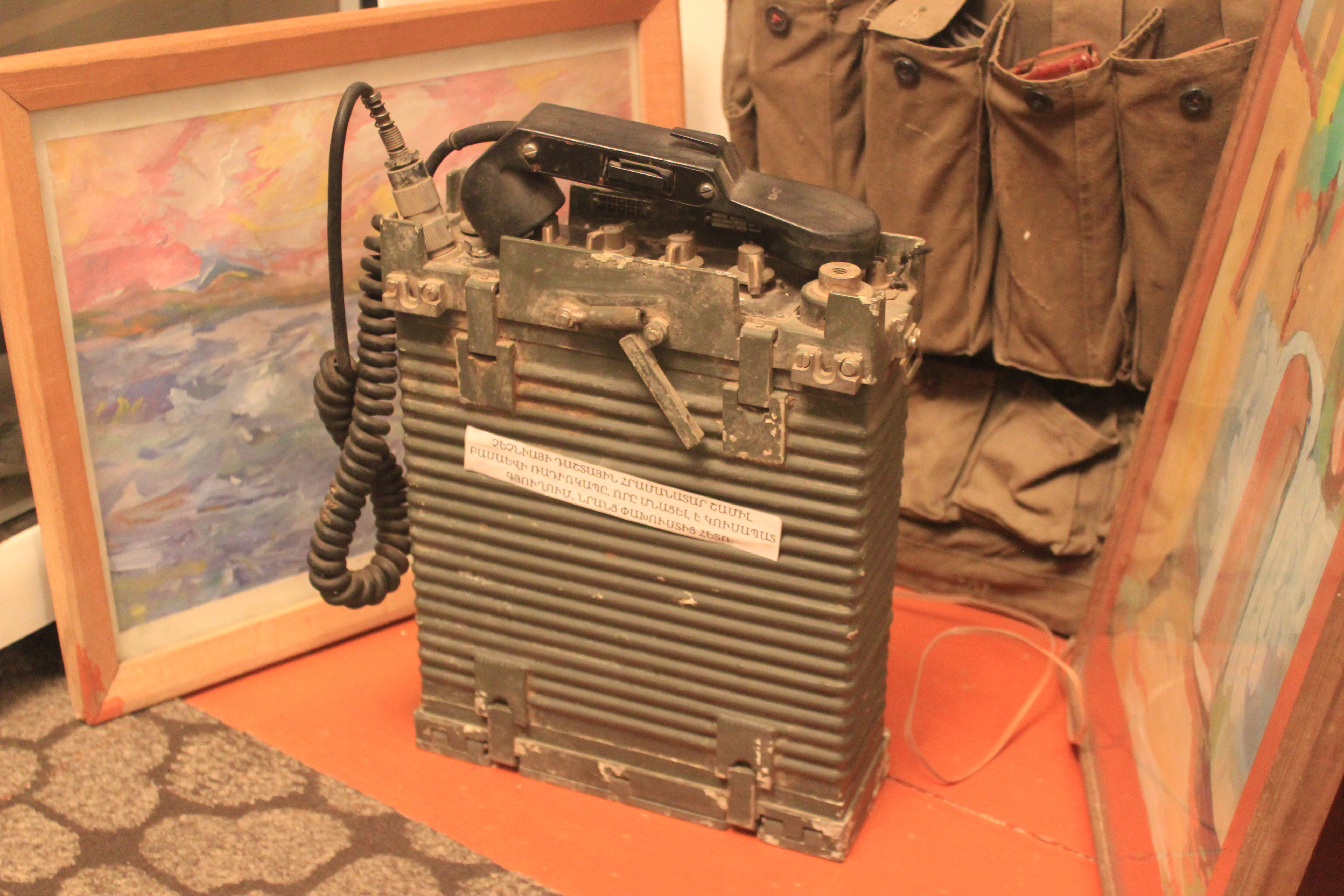
Angebliches Funkgerät von Bassajew während der Schlacht um Schuscha, ausgestellt im „Museum der gefallenen Soldaten“ in Stepanakert

Im November desselben Jahres erklärte der tschetschenische Nationalist Dschochar Dudajew einseitig die Unabhängigkeit Tschetscheniens von Russland. (→Tschetschenische Republik Itschkerien) Boris Jelzin erkannte die Unabhängigkeitserklärung nicht an und rief daraufhin für Tschetschenien den Ausnahmezustand aus. Mit einigen anderen tschetschenischen Nationalisten entführte Bassajew daraufhin noch im November 1991 ein sowjetisches Flugzeug mit 178 Passagieren, das auf dem Weg nach Ankara war. Die Geiseln wurden schließlich in Tschetscheniens Hauptstadt Grosny freigelassen. Von 1991 bis 1992 wurde er in Pakistan von islamistischen Extremisten ausgebildet. Im Jahr 1992 leitete er tschetschenische Freiwillige, die im Bergkarabachkonflikt die aserbaidschanische Armee bei der Verteidigung der Stadt Schuscha unterstützten. Er war einer der letzten, welche die Stellung vor der Einnahme durch die Karabach-Armenier verließen. Später sagte Bassajew, seine einzige Niederlage sei die gegen die Armenier in Bergkarabach gewesen. Dann ging er nach Abchasien, wo er von 1992 bis 1993 als Kommandeur eines tschetschenischen Bataillons für die Abspaltung der autonomen Republik von Georgien kämpfte und wurde dort stellvertretender Verteidigungsminister. Bassajews Einheit war verantwortlich für die Tötung tausender georgischer Zivilisten in Sochumi, Gagra und im abchasischen Dorf Lesselidse. Im Jahr 1994 verließ er Abchasien und nahm ein dreimonatiges Partisanentraining in Afghanistan auf.

### Aufstieg zur tschetschenischen Leitfigur
Während des Ersten Tschetschenien-Kriegs von 1994 bis 1996 wurde er zusammen mit Aslan Alijewitsch Maschadow zu einer Leitfigur der Rebellenbewegung. Im Dezember 1994 organisierte er die Verteidigung Grosnys gegen russische Truppen. Im Mai 1995 wurden elf Mitglieder von Bassajews Familie, darunter auch seine Frau und zwei Kinder, durch einen russischen Bombenangriff getötet. Im Juni 1995 organisierte er die Geiselnahme von Budjonnowsk, bei der über 150 Menschen getötet wurden. Bassajew und seine Mittäter erhielten freies Geleit. Im Jahr 1996 wurde er Kommandeur der tschetschenischen Kämpfer. Im August leitete er den erfolgreichen Angriff zur Einnahme der tschetschenischen Hauptstadt Grosny.
Als Tschetschenien de facto (aber nicht de jure) unabhängig wurde, wechselte Bassajew für kurze Zeit in die Politik. Zu den tschetschenischen Präsidentschaftswahlen im Januar 1997 trat er gegen Maschadow als Präsidentschaftskandidat an, unterlag jedoch. Ein Jahr später ernannte ihn Maschadow zum Premierminister, befristete diese Position aber auf sechs Monate.

### Islamischer Fundamentalismus
Das Verhältnis zwischen Maschadow und Bassajew galt nach außen hin als gespannt, da Bassajew und Maschadow zumindest verbal für unterschiedliche Vorgehensweisen gegenüber Russland eintraten. Bassajews Bündnispartner war der aus Saudi-Arabien stammende islamische Fundamentalist und Terrorist Ibn al-Chattab. Bassajew und Chattab strebten die Herrschaft des Wahhabismus, einer ultrakonservativen Richtung des Islams, in Tschetschenien an. In ihrem Herrschaftsbereich wurde das islamische Scharia-Recht eingeführt. Ab 1996 sollen sie von Osama bin Laden finanziell unterstützt worden sein.
Im August 1999 begann Bassajew gemeinsam mit Chattab eine Rebellion in der russischen Republik Dagestan, die an Tschetschenien grenzt, den sogenannten Dagestankrieg. Das tat er ohne die Zustimmung von Aslan Maschadow, den er in seiner Funktion als tschetschenisches Staatsoberhaupt ignorierte. Die Eskalation zu einem bewaffneten Konflikt, die durch die wahhabitischen Banden ab dem Juni 1999 herbeigeführt wurde, ist ein wesentlicher Auslöser des Zweiten Tschetschenien-Kriegs. Durch das Bestreben Bassajews, Teile Dagestans aus dem Einflussbereich der Russischen Föderation zu lösen, wurde eine Verteidigungsreaktion der russischen Streitkräfte provoziert. Damit wurde der Waffenstillstand, der seit 1996 geherrscht hatte, und der niemals wirklich stabil war, endgültig gebrochen. In der Folge gelang es den russischen Streitkräften, die nicht zuletzt durch die energische Politik von Wladimir Putin wesentlich besser ausgerüstet und zahlenmäßig weit überlegen waren, die tschetschenischen Separatisten im August 1999 zunächst aus Dagestan zu vertreiben. Der im Herbst folgenden russischen Offensive konnten die Rebellen nichts gleichwertiges entgegensetzen, obwohl die Tschetschenen nicht zuletzt durch Bassajew zu bedingungslosem Widerstand aufgestachelt wurden. Die Rebellen wurden von den russischen Streitkräften ohne Rücksicht auf die Zivilbevölkerung, die sich oft ebenfalls auf den Kampfplätzen befand, geschlagen. Man testete dabei auf russischer Seite auch die Wirkung neuer Waffensysteme, wie zum Beispiel von Aerosolbomben oder einem neuen Raketenwerfertyp. Viele seiner tschetschenischen Untergebenen kamen bei der Verteidigung Grosnys ums Leben. Bassajew verlor bei den Kämpfen durch eine Antipersonenmine ein Bein, als er sich im Januar 2000 aus Grosny zurückzog. Bassajew lebte seither im Untergrund. Aufgrund seiner Behinderung konnte er sich nach 1999 nicht mehr direkt an Anschlägen beteiligen.

### Eskalation öffentlichkeitswirksamer Gewalt
Im Oktober 2002 organisierte er die Geiselnahme im Moskauer Dubrowka-Theater, die Mowsar Barajew leitete. Bei der Erstürmung des Theaters starben 129 Geiseln und 41 Geiselnehmer. Später rühmte er sich, junge Frauen aus Tschetschenien zu Selbstmordattentäterinnen (russisch Smertnizy) ausgebildet zu haben.
Am 27. Dezember 2002 bekannte er sich zu dem Anschlag auf ein Regierungsgebäude in Grosny, bei dem ein von Selbstmordattentätern geführter und mit Sprengstoff beladener LKW das Gebäude gerammt und 80 Menschen getötet hatte. Bassajew veröffentlichte ein Video von der Aktion und behauptete, die Fernzündung selbst vorgenommen zu haben.
Im Jahr 2003 wurde Bassajew von den Vereinigten Staaten offiziell als Terrorist benannt.
Im Mai 2004 ließ Bassajew den tschetschenischen Präsidenten Achmat Kadyrow ermorden. Bei einer Siegesparade zum 9. Mai im Fußballstadion von Grosny explodierte unter der Tribüne, auf der Achmat Kadyrow saß, eine starke Sprengladung. Achmat Kadyrow erlag wenig später seinen Verletzungen. Bassajew bekannte sich über eine Mirrorseite des Kavkaz Centers zu der Tat.
Im August 2004 bekannte sich Bassajew zu den Bombenanschlägen auf zwei russische Passagiermaschinen und einem Anschlag auf die Moskauer U-Bahn, bei denen 99 Menschen umgekommen waren.
Er war auch Organisator der Geiselnahme von Beslan, bei der zwischen dem 1. und 3. September 2004 mindestens 335 Menschen ums Leben kamen, darunter viele Schulkinder. Der russische Inlandsgeheimdienst FSB setzte 300 Millionen Rubel (8,2 Millionen Euro) auf seinen Kopf aus.
Eine friedliche Lösung des Tschetschenien-Konflikts schloss Bassajew aus. Der Krieg werde 20 bis 25 Jahre dauern. Er werde erst beendet, wenn „das Gesetz Allahs in Jerusalem herrscht“.
Am 11. Juli 2006 gab der russische Inlandsgeheimdienst FSB an, in der Nacht auf den 10. Juli 2006 sei Bassajew infolge einer lange geplanten Operation des russischen Geheimdienstes bei Ekaschewo in Inguschetien (Nordkaukasus) liquidiert worden. Tschetschenische Rebellen bestätigten am gleichen Tag seinen Tod, behaupteten jedoch, dass es sich um einen Unfall gehandelt habe. FSB-Chef Nikolai Patruschew gab dagegen an, dass Spezialeinheiten der Armee Bassajew beim Transport eines Sprengsatzes angegriffen und getötet hätten, womit ein geplanter Terroranschlag verhindert worden sei. Im Rahmen einer späteren genetischen Untersuchung des Leichnams konnte die Identität Bassajews bestätigt werden.

## Nachwirkung
Im September 2024 wurde bekannt, dass ein Porträt von Schamil Bassajew in der Ausstellung „Helden Abchasiens“ im Staatlichen Museum in Abchasien zu sehen war. Das Museum wurde 2013 mit russischen Finanzmitteln restauriert. Nachdem in den russischen Medien über den Vorfall berichtet worden war, wurde die Ausstellung geschlossen.